# Don Randi
Don Randi (* 25. Februar 1937 in New York City als Don Schwartz) ist ein US-amerikanischer Pianist und Komponist im Bereich des Jazz, Pop und der klassischen Musik.
Seit den 1960er Jahren arbeitete er mit einer Vielzahl bekannter Rock-, Pop-, Jazz und Soulmusiker zusammen. Unter anderem beteiligte er sich schon an dem Hit Good Vibrations der Beach Boys oder spielte für ABBA.
Randi lebt und arbeitet seit langem im Großraum von Los Angeles. Er ist dort bekannt als Eigentümer des Studio City Clubs und des Baked Potato. Ebenfalls erlangte er Bekanntheit als langjähriger Bandleader von Quest, die im Fusion- und Crossoverstil spielt. Aufgewachsen in den Catskill Mountains von New York, erhielt Don Randi dreizehn Jahre lang klassischen Musikunterricht. 1954 zog er in den Großraum Los Angeles. Seither ist er ein vielbeschäftigter Studiomusiker; für zahlreiche Film- und Fernsehproduktionen schrieb er Soundtracks und spielte dabei mit, sowie für Werbung und Popalben. Randi nahm 1960 unter eigenem Namen für das Label World Pacific auf, für Verve Records (1962 im Trio mit Leroy Vinnegar und Mel Lewis), sowie für die Label Palomar, Reprise, Capitol, Poppy, Sheffield Lab und Headfirst. Don Randi tritt im Baked Potato regelmäßig mit Quest auf.
Er arbeitete unter vielen anderen mit so verschiedenen Künstlern wie Carole King, James Brown, Marvin Gaye, Quincy Jones, Simon and Garfunkel, Frank Zappa und Frank Sinatra.

## Filmografie
- 1970: Bloody Mama